# Krishna Shah
 Krishna Shah, né en 1938 à Bombay et décédé le 13 octobre 2013 dans la même ville, est un réalisateur et un producteur indien.

## Biographie
Il est né à Bombay au Raj britannique. Il a étudié à l'Université de Mumbai puis aux États-Unis à l'Université Yale.

## Filmographie

### Scénariste

#### Cinéma
- 1966 : The Man from U.N.C.L.E.
- 1968 : The Flying Nun
- 1972 : Rivals
- 1974 : The Six Million Dollar Man
- 1978 : Shalimar
- 1979 : Cinema Cinema
- 1985 : Hard Rock Zombies
- 1985 : American Drive-In
- 1992 : Ramayana: The Legend of Prince Rama
- 2000 : The Prince of Light

#### Télévision
- 1974 : L'Homme de fer (Ironside)